# Tekken Advance
Tekken Advance (яп. 鉄拳アドバンス Тэккэн Адобансу) — компьютерная игра для карманной игровой консоли Game Boy Advance, выпущенная в 2001 году. Игра использует элементы из Tekken 3.

## Игровой процесс

Бой между Сяоюй и Кингом

Игровой процесс Tekken Advance в целом похож на другие игры серии. Игрок выбирает персонажа и сражается со своим соперником на арене. Персонаж может совершать различные обходы, которые впервые появились в Tekken 3. Победу одерживает тот персонаж, у которого больше всего очков жизней. Кроме того, изменилось управление: кнопка «B» на портативной консоли отвечает за удары, левые и правые триггеры нужны для захвата противника, чтобы нанести ему большой ущерб. Доступен бой командой до трёх персонажей.
После прохождения аркадного режима всеми персонажами, открывается Хэйхати Мисима.

### Персонажи
- Ган Джек
- Дзин Кадзама
- Ёсимицу
- Кинг II
- Лин Сяоюй
- Нина Уильямс
- Пол Феникс
- Форест Ло
- Хваран
- Хэйхати Мисима (открываемый персонаж)

## Оценки и мнения
| Сводный рейтинг    | Сводный рейтинг |
| Агрегатор          | Оценка          |
| ------------------ | --------------- |
| GameRankings       | 79,44 %         |
| Metacritic         | 82/100          |
| MobyRank           | 82/100          |
| Иноязычные издания |                 |
| Издание            | Оценка          |
| AllGame            | [ 4 ]           |
| EGM                | 5,83/10         |
| Game Informer      | 8,5/10          |
| GamePro            | 4/5             |
| GameSpot           | 8,0/10          |
| GameSpy            | 88/100          |
| GameZone           | 86/100          |
| IGN                | 8,5/10          |
| Nintendo Power     | 3,5/5           |

Tekken Advance в целом была оценена положительно. Средняя оценка от Game Rankings — 79 баллов из 100 возможных. Крейг Харрсис из IGN оценил игру в 8,5 баллов из 10, назвав её «невероятным зрелищем», однако разочаровался из-за отсутствия многих режимов, как в предыдущих играх серии. Высокую оценку поставил критик из GameSpot, похвалив разработчиков за удивительный порт Tekken 3, хоть и урезанный. Саму игру обозреватель назвал «твёрдым файтингом». Allgame советует купить Tekken Advance всем фанатам серии, так как они будут довольны качеством порта.
Некоторые сайты оценили игру менее положительно. EGM оценил Tekken Advance в 5,83 баллов из 10, Nintendo Power — в 3,5 балла из 5.